# Elanus scriptus
Elanus scriptus hay diều cánh chữ là một loài chim trong họ Accipitridae.
Loài chim này chỉ được tìm thấy ở Úc. Với chiều dài khoảng 35 cm với sải cánh 84–100 cm, con diều cánh trưởng thành có bộ lông màu xám và trắng chủ yếu và vòng đen nổi bật quanh đôi mắt đỏ của nó. Loài này có lông cánh dưới màu đen rất đặc biệt có hình dạng 'M' hoặc 'W' nông, được nhìn thấy khi đang bay. Điều này phân biệt nó với diều đen tương tự khác.
Các loài bắt đầu sinh sản tương ứng với sự bùng phát của loài gặm nhấm, với các cặp làm tổ trong các quần thể lỏng lẻo lên đến 50 con mỗi con. Chúng đẻ ba đến bốn quả trứng và ấp trong khoảng ba mươi ngày, mặc dù trứng có thể bị bỏ đi nếu nguồn thức ăn biến mất. Chim con đủ lông đủ cánh trong vòng năm tuần sau khi nở. Chúng đậu trong những tán lá rậm rạp vào ban ngày, chúng chủ yếu săn mồi chủ yếu vào ban đêm. Chúng là một loài săn mồi chuyên gia của loài gặm nhấm, chúng săn mồi bằng cách lượn lơ lửng giữa không trung trên đồng cỏ và cánh đồng. Loài này được đánh giá là gần bị đe dọa trong Danh sách đỏ các loài bị đe dọa của Liên minh Quốc tế (IUCN).